# S6W (原子炉)
S6W （S6W Advanced Fleet Reactor）はアメリカ海軍の艦艇向け発電・推進用原子炉である。
型式名のS6Wは以下のような意味である。
- S = 潜水艦用
- 6 = 設計担当メーカにおける炉心設計の世代
- W = 設計担当メーカ（ウェスチングハウス）

S6Wは、個別に原型炉は建造されず、ニューヨーク州ミルトンにあるノルズ原子力研究所ケッセルリングサイトに設置されたS8Gの炉心を換装して原型炉として運用することで1994年3月から開発が開始された。S8G原型炉はS6W用の炉心に炉心を換装され、1994年3月に臨界に達し、S6W炉心を装荷して2014年まで運転が続けられた。
熱出力は270 MWt(p34)、軸出力は2基のタービン駆動で52,000軸馬力 (38.8 MW)であった(p41)。S8Gと同じく、S6Wは自然循環炉であり、最大出力までのかなりの部分で冷却材循環ポンプを使用せずに運転できるよう設計されたと考えられている。
シーウルフ級原子力潜水艦の実艦の原子炉には1995年に核燃料が装荷された